# Han Soon-chul
Han Soon-chul (in Hangŭl: 한순철; 30 dicembre 1984) è un pugile sudcoreano.

## Palmarès

### Olimpiadi
- 1 medaglia:
  - 1 argento (Londra 2012 nei pesi leggeri)

### Giochi asiatici
- 2 medaglie:
  - 1 argento (Doha 2006 nei pesi gallo)
  - 1 bronzo (Canton 2010 nei pesi leggeri)